# Tramways électriques de l'Ouest Varois
Les tramways électriques de l'Ouest Varois formaient un réseau de tramways électriques prolongeant celui du Tramway de Toulon. Il desservait les communes de La Seyne-sur-Mer, Six-Fours-les-Plages, Sanary-sur-Mer, Ollioules, Évenos et Le Beausset.

## Historique

### Chronologie
- 15 novembre 1912 : Décret déclarant l'utilité publique du réseau et approuvant la convention le rétrocédant à M. Lebouvier
- 20 janvier 1914 : Décret approuvant la substitution de la Compagnie des Tramways électriques de l'Ouest Varois (OV) à M. Lebouvier
- 5 novembre 1917 : Mise en service à titre provisoire
- 1er juillet 1924 : Ouverture officielle du réseau
- 1er juillet 1936 : Fin de l'exploitation

## Les lignes
le réseau comprend deux lignes :
- Ollioules - La Seyne-sur-Mer, (13,7 km), ouverture en 1917,
- Ollioules - Le Beausset, (9,4 km), ouverture en 1917,

Le dépôt se trouvait à  Ollioules.

## Matériel roulant
Le matériel roulant livré neuf comportait huit unités de motrices Brill, construites par Ragheno à Malines en Belgique. Du fait de la guerre de 14, seules les caisses ont été livrées. Deux d'entre elles sont équipées de truck moteur. Deux autres caisses sont entreposées au dépôt. Le tout est vendu aux tramways de Cannes en 1924.
Du matériel roulant de seconde main a aussi été acquis : 
- 3 motrices Dyle et Bacalan, ex-Omnibus et Tramways de Lyon (OTL)[1],
- 1 motrice à impériale, ex-Compagnie des tramways de Paris et du département de la Seine (TPDS).